# ابن سبعین

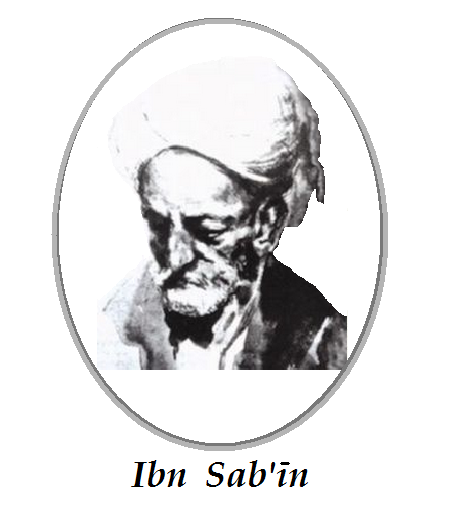
ابن سبعین

عبد الحق بن سبعین (۶۱۴ هـ - ۹ شوال ۶۶۹ هـ / ۱۲۱۷–۱۲۶۹) فیلسوف و عارف اهل اندلس
فردریک دوم سوالاتی را برای او فرستاد و او جواب آنها را برای او ارسال کرد و آن را در رساله به نام المسائل الصقلیة جمع‌آوری کرد. در زمان وی نام او در اروپا معروف شد به حدی که پاپ واتیکان در زمان وی گفته بود که هیچ‌یک از مسلمانان هم چون او در مورد خداوند دانا نیست. فلسفه او از مهم‌ترین مباحث فلسفی در چارچوب دین شمرده می‌شود.

## تولد وی
عبد الحق بن إبراهیم بن محمد بن نصر، کنیه او أبی محمد بود و ملقب به قطب الدین بود. وی متولد منطقه رقوطة (ریکوته) است.
او ملقب به ابن سبعین شد چرا که او به خود ابن دارة می‌گفت و دارة در حساب ابجد عدد ۷۰ می‌شود و سبعین در زبان عربی به معنای ۷۰ است.
جوانی اش در اندلس گذشت و در تصوف شاگرد إبراهیم بن یوسف بن محمد بن الدهاق بود.

## روش‌شناسی افکار وی
به علت این که به عقیده وی فلاسفه از ارسطو کورکورانه پیروی می‌کنند. او به شدت با فارابی و ابن سینا مخالف بود و به آن‌ها مشارقة می‌گفت. او قائل به وحدت اطلاقی وجود بود لذا بر این اساس فقه و علم کلام را تفسیر می‌کرد؛ و به عبارت دیگر وحدت اطلاقی وجود محور تمام تحقیقات باید باشد. هم چنین او با فقه متداول مخالف بود.

## آثار وی
- الکلام علی المسألة الصقلیة
  - رسالة النصیحة (النوریة)
  - عهد ابن سبعین
  - الإحاطة، بد العارف
  - الرسالة الفقیریة
  - الحکم والمواعظ
  - الرسالة القوسیة
  - رسالة فی أنوار النبی صلی الله علی وسلم وأنواعها
  - الألواح المبارکة
  - الرسالة الرضوانیة
  - رسالة فی عرفة
  - رسالة خطاب الله بلسان نوره
  - الرسالة الإصبعیة
  - الکلام علی الحکمة
  - حکم القصص